# Persönlichkeitsrecht (Schweiz)
Das Persönlichkeitsrecht garantiert jedem Menschen die persönliche Freiheit und weitgehenden Schutz vor ungewollten Eingriffen physischer oder psychischer Art. Es wird in der Schweiz geregelt in der Bundesverfassung sowie im Zivilgesetzbuch.

## Gesetzliche Grundlage in der Verfassung
Die Grundlage des Persönlichkeitsrechts liegt in der Verfassung. So benennt beispielsweise der Artikel 10 der Bundesverfassung das Recht auf Leben und auf persönliche Freiheit und der Artikel 13 das Recht auf Schutz der Privatsphäre. Damit verknüpft sind bereits eine Menge an Persönlichkeitsrechten, wie explizit das Recht auf Leben, auf körperliche und geistige Unversehrtheit, Schutz vor Folter oder Schutz vor Missbrauch persönlicher Daten.

## Zivilrechtliche Regelung
Im schweizerischen Zivilgesetzbuch sind die Persönlichkeitsrechte im „ersten Teil“ im Abschnitt „das Recht der Persönlichkeit“ beschrieben. Eine abschliessende Liste aller Arten von Regelungen, die das Persönlichkeitsrecht betreffen, kennt das Recht jedoch nicht.
Der Artikel 27 regelt zunächst den Schutz vor persönlicher Bindung, also dass sich niemand seiner Freiheit entäussern kann. Gut beschrieben wird der Persönlichkeitsschutz zudem im Artikel 28:
In den Artikeln 28a–28k werden Klage (28a,b), vorsorgliche Massnahmen (28c,d,e,f) und das Recht auf Gegendarstellung (28g,h,i,k) geregelt.